# 赤坂炭坑站
赤坂炭坑站（日语：／ Akasaka-Tankou eki */?）是位於福岡縣嘉穗郡庄內村大字赤坂，運輸省（省鐵）後藤寺線的貨運車站（廢站）。

## 歷史
- 1926年（大正15年）7月15日：產業水泥鐵道（日语：産業セメント鉄道）啟用[1]。
- 1943年（昭和18年）7月1日：產業水泥鐵道被國有化。
- 1945年（昭和20年）6月10日：隨著貨物支線廢線，此站也被廢站，與赤坂站（現時：下鴨生站）合併。

## 相鄰車站
運輸省
後藤寺線（貨物支線）
赤坂－赤坂炭坑

## 注腳
1. 1 2  《日本鐵道旅行地圖帳 全線 全站 全廢線 12號 九州沖繩》34頁

## 相關項目
- 日本鐵路車站列表 A